# William Sansom
William Sansom, född 18 januari 1912 i London, död där 20 april 1976, var en brittisk författare.
Sansom skrev romaner, noveller och reseskildringar. Han anses ha gjort sina mest betydande insatser som en detaljerad skildrare av liv och miljöer i London. Som novellist har han jämförts med Franz Kafka. Sansom skrev även böcker om sina resor i Europa och en biografi om Marcel Proust, Proust and his world (1973).